# Ronny Philp
Ronny Philp (Sibiu, Rumania, 28 de enero de 1989) es un exfutbolista alemán que jugaba de defensa.
En febrero de 2021 anunció su retirada debido a problemas físicos que le impedían jugar con regularidad.

## Clubes
| Club                     | País     | Año       |
| ------------------------ | -------- | --------- |
| SpVgg Greuther Fürth     | Alemania | 2008-2011 |
| SSV Jahn Regensburg      | Alemania | 2011-2012 |
| F. C. Augsburgo          | Alemania | 2012-2014 |
| SpVgg Greuther Fürth     | Alemania | 2014      |
| F. C. Augsburgo          | Alemania | 2014-2015 |
| 1. F. c. Heidenheim 1846 | Alemania | 2015-2018 |
| 1. F. C. Schweinfurt 05  | Alemania | 2018-2021 |